# Пситтакотерии
Пситтакотерии (лат. Psittacotherium) — род вымерших млекопитающих из семейства Stylinodontidae подотряда тениодонтов (Taeniodonta), живших во времена палеоцена (63,3—56,8 млн лет назад) на территории современных США, штаты Вайоминг, Колорадо, Монтана, Нью-Мексико, Техас.
Родовое название происходит от др.-греч. ψιττακός (psittakós) — «попугай» и θηρίον (thēríon) — «зверь».

## Описание
Масса тела составляла около 50 кг, а длина более 1,1 м, то есть был размером с большую собаку. Растительноядное животное. Его череп был массивным, с укороченной лицевой частью и очень мощными челюстями. Судя по строению черепа, челюстная мускулатура была мощной, а язык большим и хорошо развитым. Передние зубы были сильно увеличены и образовывали впечатляющий режущий аппарат, включавший и резцы, и клыки. Эти зубы были устроены подобно резцам современных грызунов: из твёрдой эмали состояли только их передние стенки, что обеспечивало самозатачивание. Коренные зубы служили для дробления и измельчения пищи.

## Классификация
Эдвард Коп описал несколько видов этого животного, но в настоящее время они все сведены в синонимы типового вида:
- Psittacotherium multifragum Cope, 1882typus [syn. Hemiganus vultuosus Cope, 1882, Psittacotherium aspasiae Cope, 1882, Psittacotherium megalodus Cope, 1887]